# Cani aborigeni e primitivi

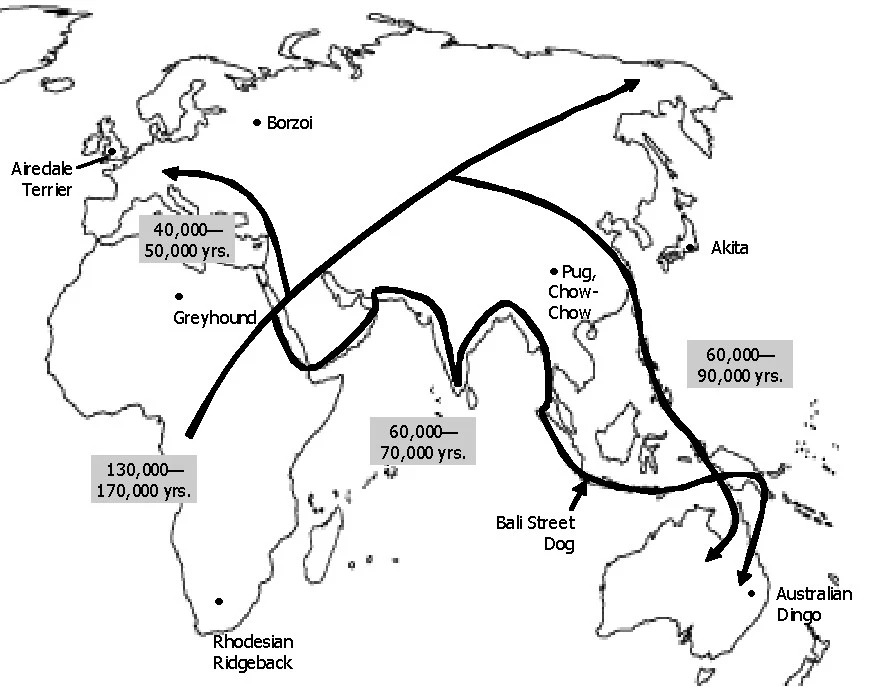
Modelli di migrazione umana proposti in "Tracing the road down under"

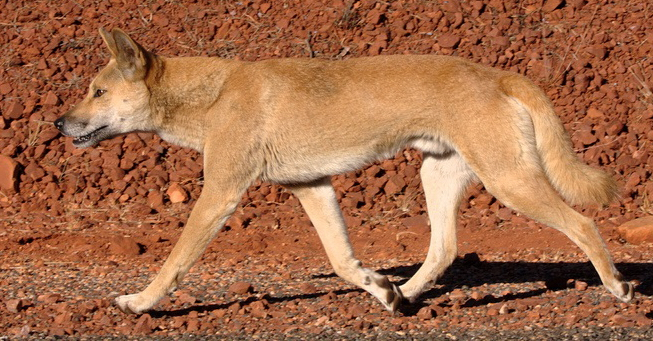
Dingo

I cani aborigeni e primitivi sono un gruppo eterogeneo di razze canine individuato e classificato dalla Primitive and Aboriginal Dogs Society (PADS).
Questa associazione ha creato un elenco di razze che raggruppa l'insieme delle popolazioni di cani aborigeni sottoposte o meno a selezione umana, insieme ai cani del gruppo di cani nordici da slitta, da pastorizia e da caccia, il gruppo dei cani Spitz europei e asiatici, e anche i cani da caccia primitivi dell'area mediterranea con gli antichi levrieri del Nord Africa, Medio Oriente e dell'Asia.
Inoltre, la PADS, ha ufficialmente cambiato il nome da cane pariah o cani del villaggio a INDog (Indian Native Dog) che, insieme al dingo e al cane canoro della Nuova Guinea, sono i soli cani che non necessitano dell'uomo; anche se gli INDog si relazionano con l'uomo marginalmente nei villaggi umani.
Queste sono razze canine aborigene da sempre collegate a luoghi, regioni o paesi specifici. Queste razze sono rimaste in gran parte al riparo da incroci con cani importati dai viaggiatori coloniali o mercantili dell'Europa. Non hanno interagito con altri cani importati nella loro regione dall'esterno e in molti casi si sono sviluppati senza l'interferenza dell'uomo.

## Classificazione

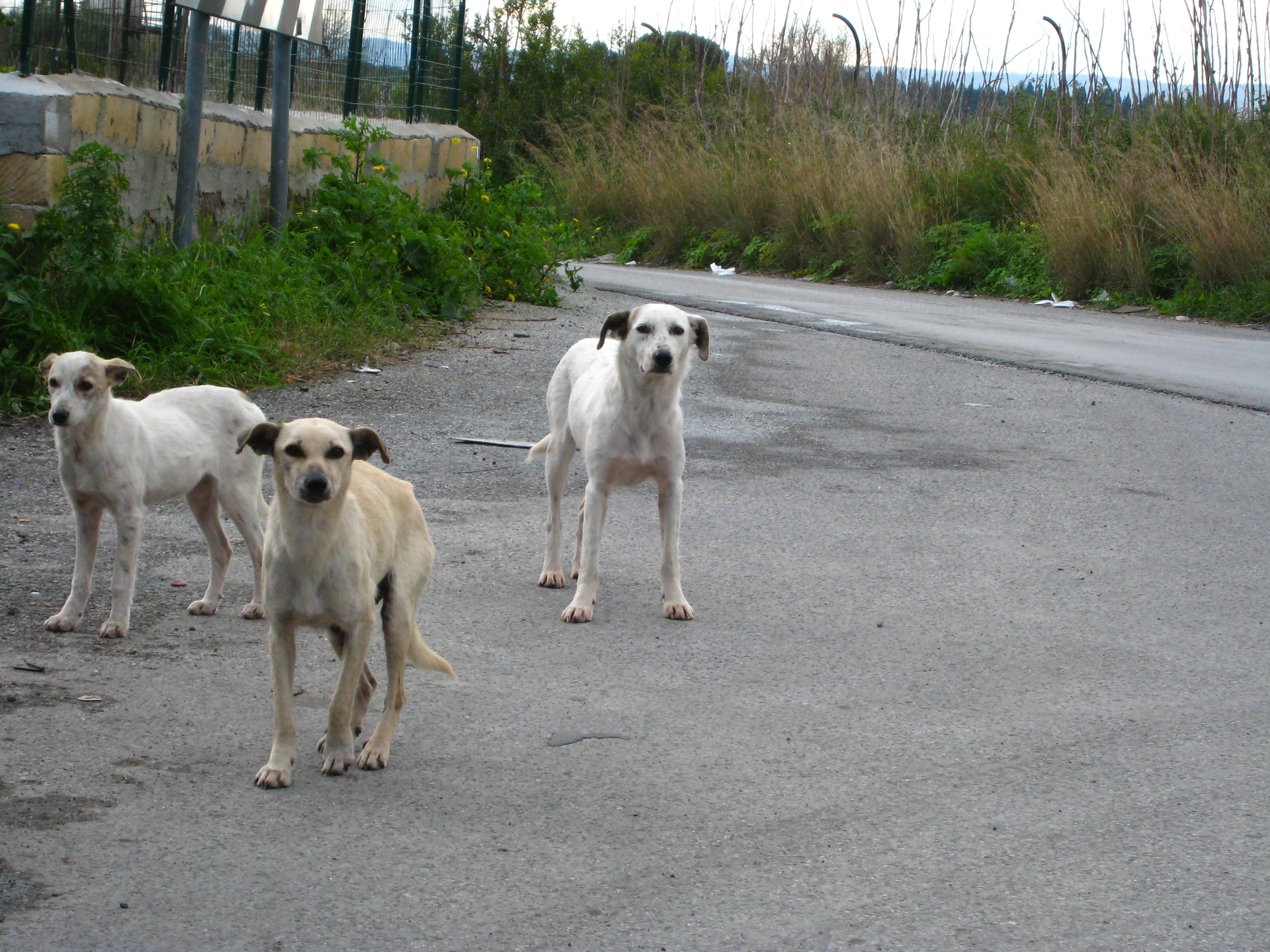
Cani senza proprietario in libertà

I cani possono essere classificati in base al fatto che posseggano un proprietario o una comunità di proprietari, quanto liberamente possono muoversi e qualsiasi differenza genetica che hanno da altre popolazioni di cani a causa della separazione di lungo periodo.
- Cani di proprietà
- Cani di proprietà randagi
- Cani senza proprietario in libertà
- Cani selvatici o aborigeni

## Definizione di cane aborigeno

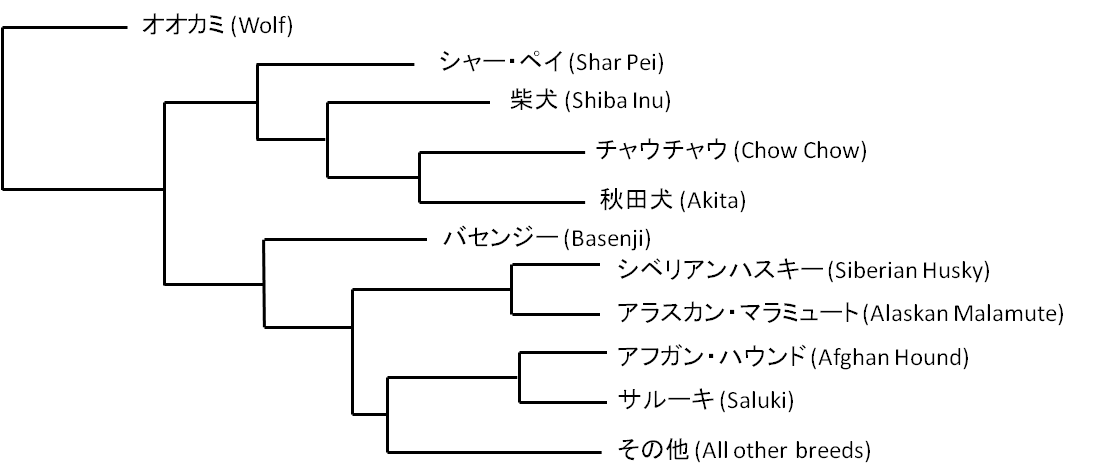
Un albero filogenetico di antiche razze canine

Secondo Vladimir Beregovoy i cani aborigeni sono razze naturali, che non hanno subito manipolazione da parte di nessuna pianificazione genetica, o subito un allevamento selettivo deliberato e mai avuto incroci intenzionali di una razza con un'altra. Inoltre, ogni popolazione di una razza particolare di cani aborigeni ha la sua unica gamma geografica di distribuzione ed è sempre associata ad un specifico gruppo etnico. I cani aborigeni sono le più antiche razze di cani più immutate al mondo, infatti, gli scheletri di tipo Saluki risalgono a 2.500 anni a.C. ed anche per l'australiano Dingo; con essi sono molto antiche anche le razze di cani da guardia.

## Razze di aborigeni

### Cani primitivi indipendenti dagli umani

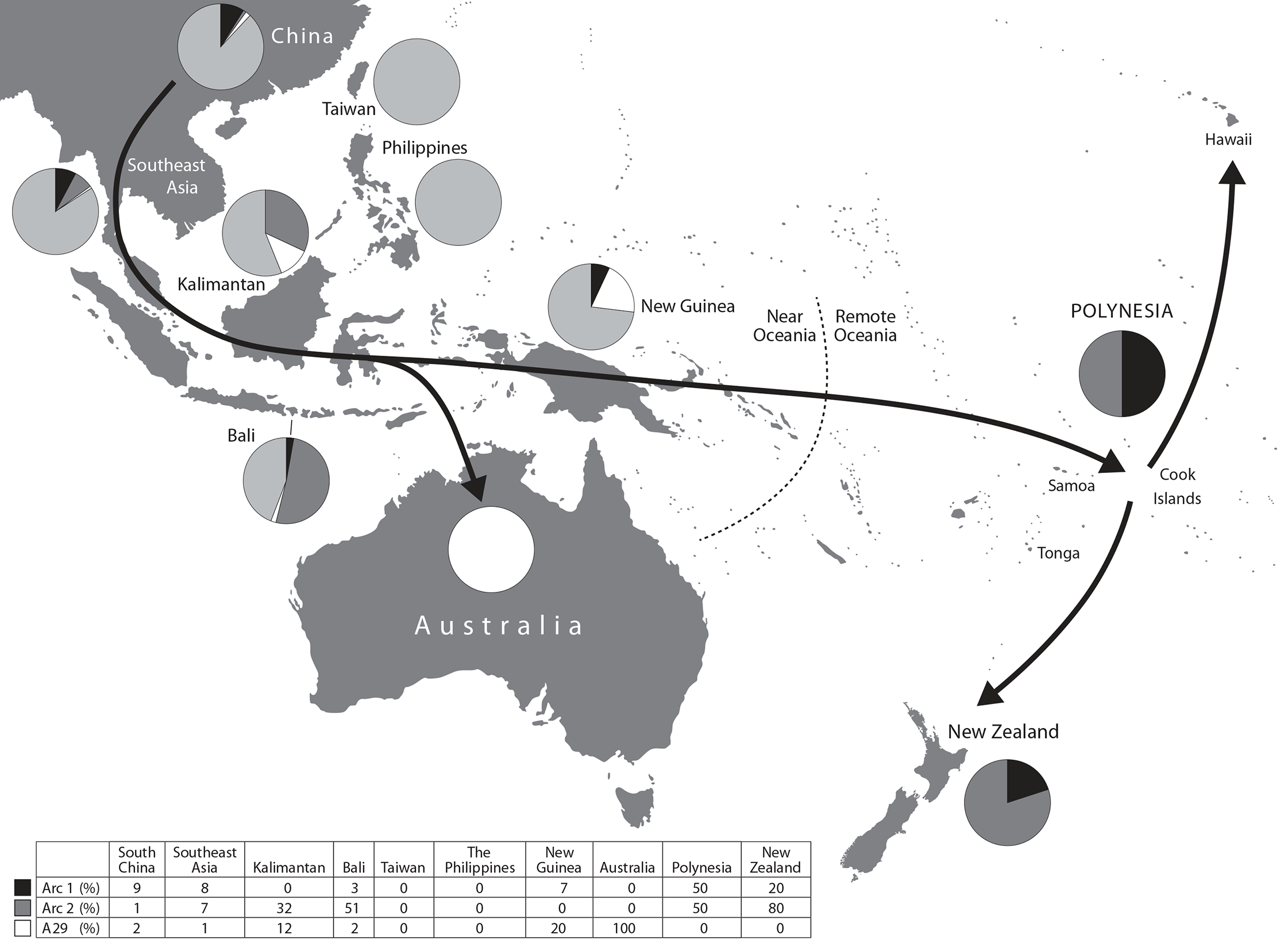
Il grafico mostra il percorso proposto per l'introduzione dei cani dall'Asia orientale alla Polinesia, Nuova Zelanda e Australia - attraverso le isole dell'arcipelago del sud-est asiatico - indicato attraverso sequenze di mDNA.

Gli unici cani oggi veramente primitivi, perché vivono ancora in uno stato totalmente selvaggio senza contatto con l'uomo.
- Dingo (Australia)[6][7]
- Cane canoro della Nuova Guinea (Papua Nuova Guinea)[6][8][9]

I dingo, come gruppo omogeneo di canidi, vivono e sono stati trovati in questi paesi:
- Filippine,
- Indonesia,
- Myanmar,
- Laos,
- Borneo,
- Malesia,
- Thailandia
- Australia e
- Nuova Guinea.

### Cani aborigeni del villaggio o pariah
Il cane pariah o cane del villaggio o più modernamente INDog (Indian Native dog) è un cane con abitudini di vita randagie/selvatiche che occupa la nicchia ecologica di spazzino di un insediamento umano.
- INDog[11][12]

### Cani aborigeni non sottoposti a selezione umana intenzionale
- Avuvi (Ghana)[13]
- Aso Dog (Filippine)[8]
- Bali Dog (Bali / Polinesia)[8][14]
- Basenji / Congo Basin Native Dog (Africa)[13]
- Canaan Dog (Palestina Occupata)[15]
- Cane del villaggio mediorientale[16][17][18]
- Phu Quoc Ridgeback (Vietnam)
- Formosan Mountain Dog[8]
- INDog / Indian Native Dog / Indian Pariah Dog (subcontinente indiano)[8]
- Segugio Santhal (India)[19][20]
- Sica (Sudafrica - area Natal)
- Telomian (Malesia)[8]
- Africanis (Africa subsahariana)[21][22]
- Khoi/Hottentot Dog (Sudafrica - Area del Capo)[21][22]

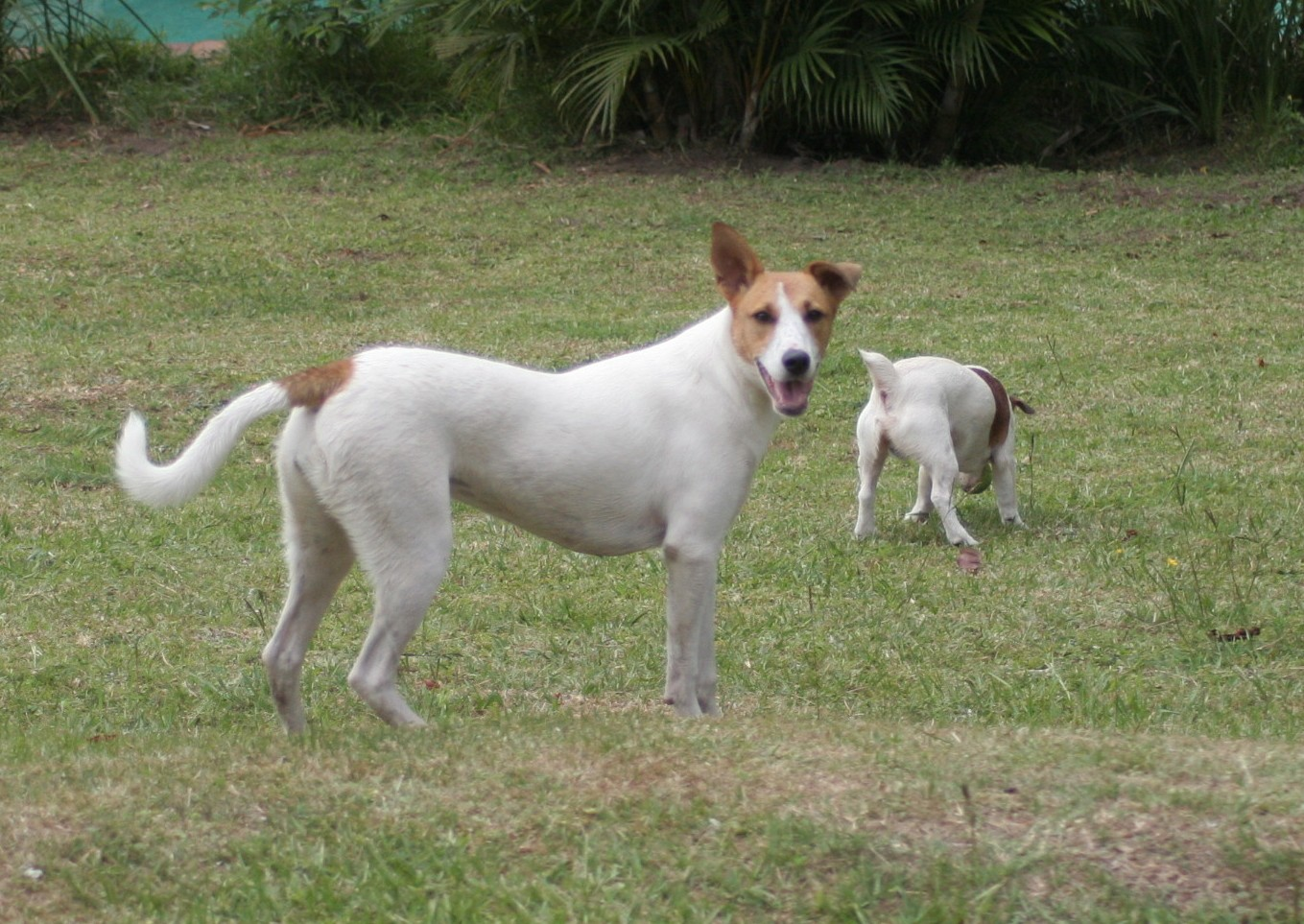
Africanis
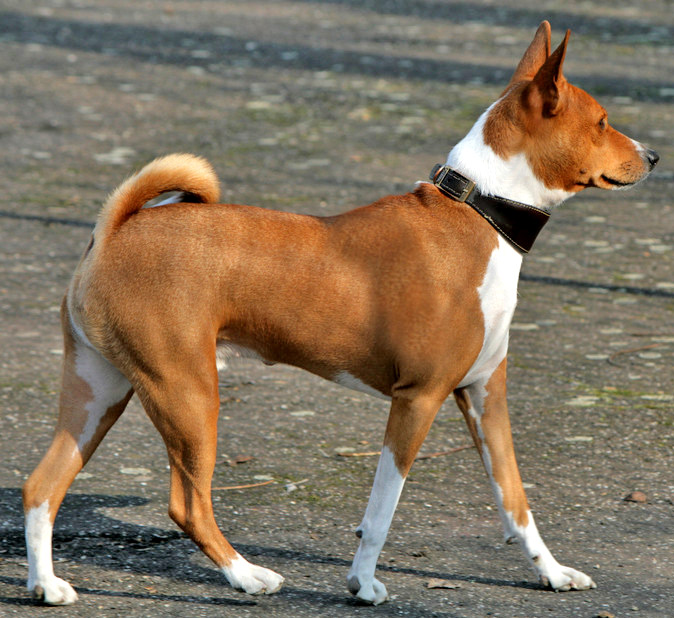
Basenji
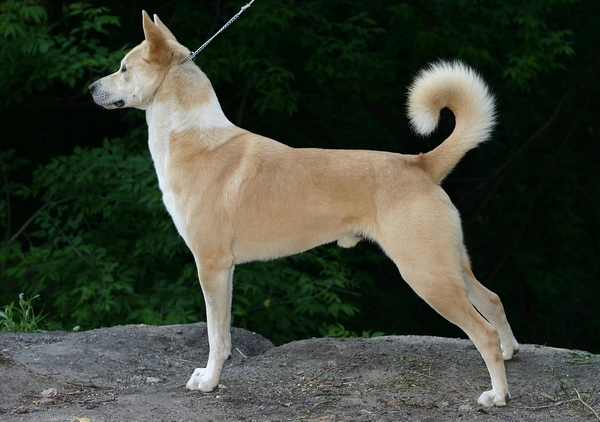
Canaan dog
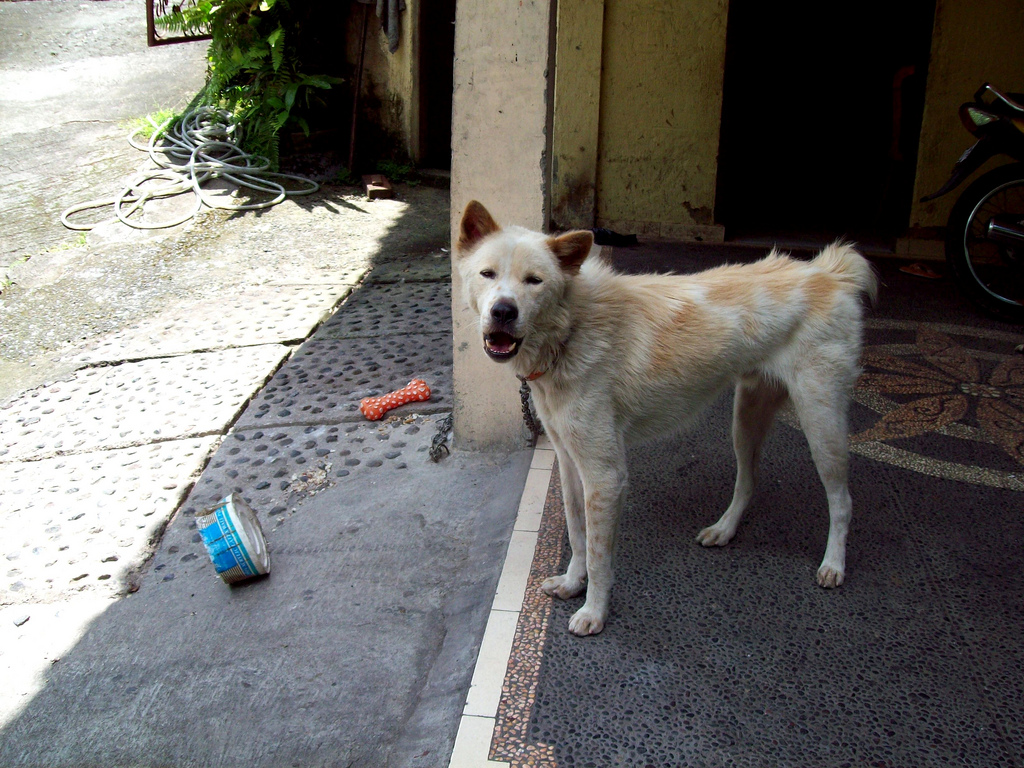
Kintamani
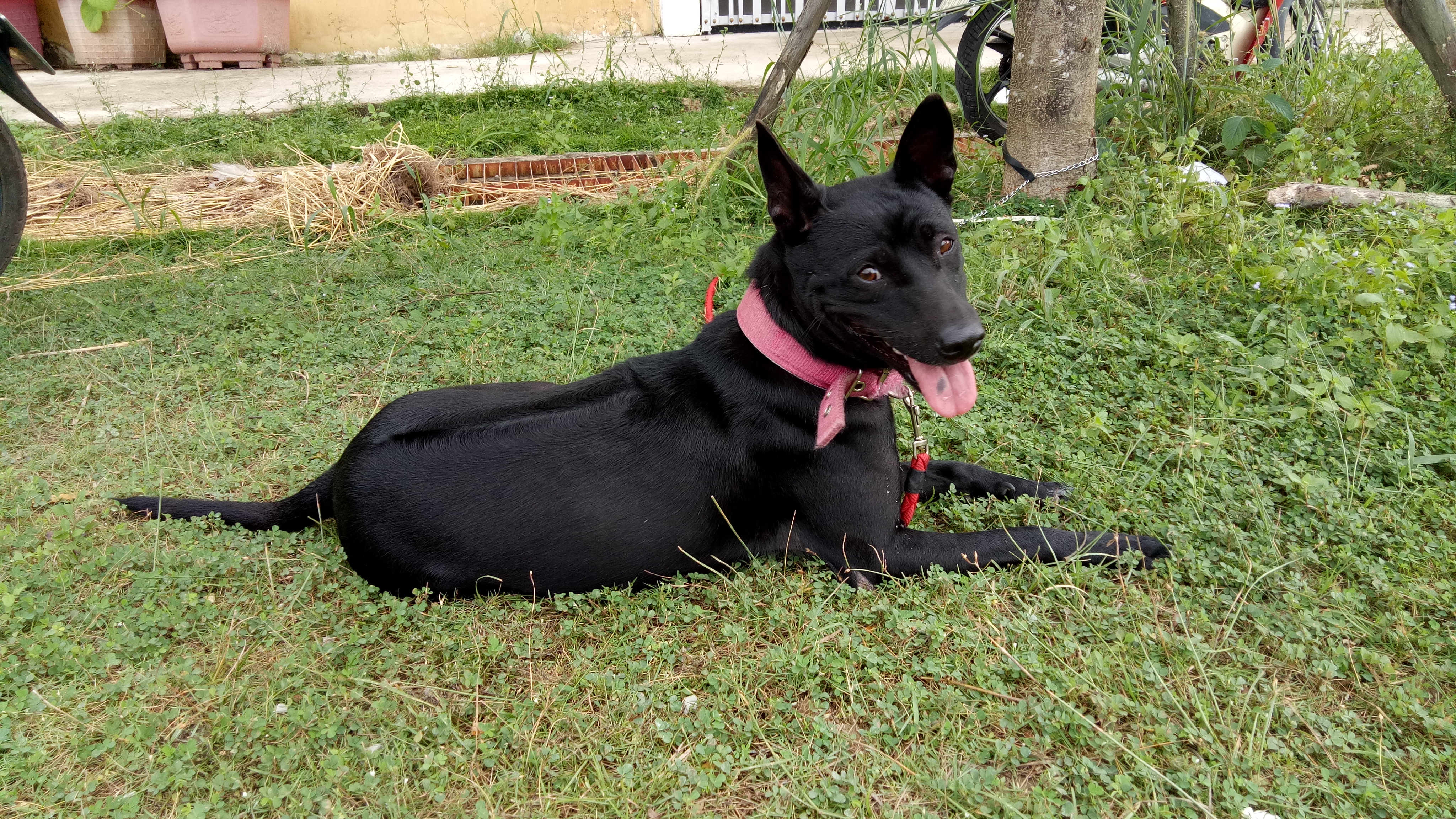
Phu Quoc Ridgeback
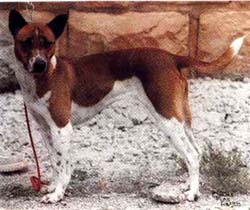
Telomian

### Cani aborigeni sottoposti un certo grado di selezione umana intenzionale

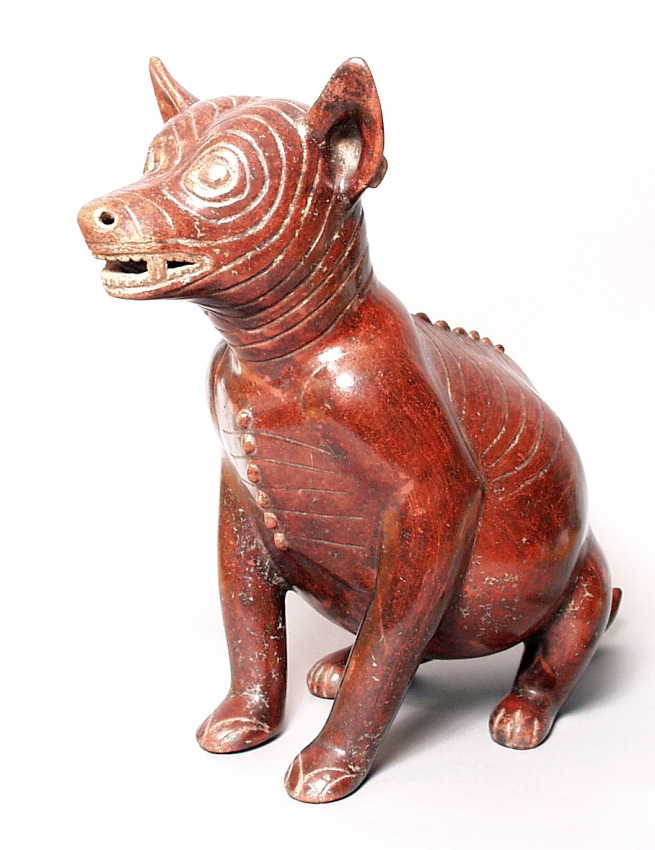
Messico, Colima, 200 a.C. - 500 d.C-Ceramica ingobbiata con decoro inciso

- Cane nudo peruviano (Perù)[23]
- Xoloitzcuintle (Messico)[23]
- Jindo Gae (Corea)

## Gruppo degli Spitz nordici e asiatici

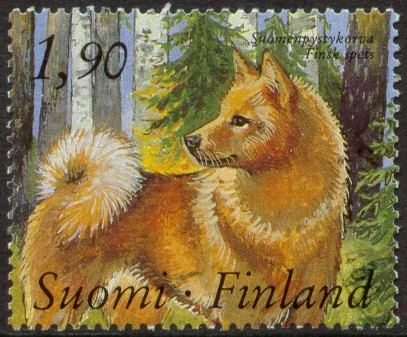
Spitz finlandese

Cani classificati dalla Fédération Cynologique Internationale come appartenenti al gruppo 5. cani di tipo Spitz.
- Hokkaido Inu (Hokkaido, Giappone)
- Kai Ken (Giappone)
- Kishu Ken (Honshu, Giappone)
- Shikoku Ken (Giappone)
- Shiba Inu (Giappone)
- Lappone finlandese (Finlandia)
- Spitz finlandese (Finlandia)
- Iceland Dog (Islanda)
- Inuit Dog (Canada e Groenlandia)[23]
- Karelian Bear Dog (Finlandia)

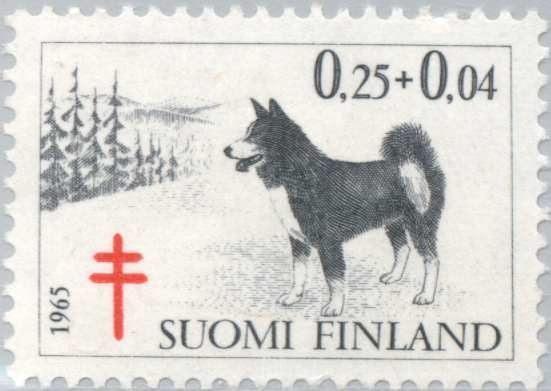
Cane da orso della Carelia

- Norvegese Lundehund (Vaerog, Norvegia)[21]
- Norwegian Buhund (Norvegia)
- Salish Wool Dog (Canada)[23][25][26][27]
- Zerdava (Turchia)[28]

## Cani russi

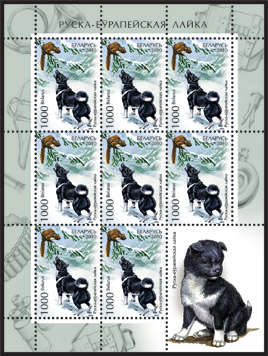
Laika

I cani Laika sono stati utilizzati principalmente per tre scopi:
1. cacciare diversi animali dallo scoiattolo all'orso e in Estremo Oriente anche la tigre,
2. tirare le slitte,
3. nell'allevamento delle renne come Cani da pastore per sorvegliare e raggruppare.

I Cani classificati dalla Fédération Cynologique Internationale come appartenenti al gruppo 5 nella sezione 1 (cani da slitta) nella sezione 2 (cani da caccia), sono:
- Laika della Siberia orientale[31]
- Laika della Siberia occidentale
- Laika russo-europeo[32]
- Laika careliano-finlandese[33]
- Cane da slitta della Chukotka (Chukotka)[34][35][36]
- Cane da slitta della Kamchatka (Kamchatka)[31][37]
- Amur Laika (fiume Amur)[38]
- Renna Laika (Urali settentrionali)
- Yakutian Laika (Yakutia)[31]
- Samoiedo[32]

## Levrieri

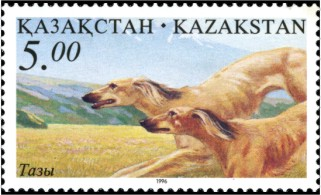
Tazy

- Tazy (Asia centrale)[24][39]
- Taigan
- Levriero russo[7]

## Cani da pastore aborigeni
- Cane da pastore dell'Asia centrale[24]
- Pastore del Caucaso o Kavkaz
- Cane Bankhar mongolo (Mongolia)
- Cane da pastore himalayano[39]

## Cani da caccia primitivi del mediterraneo

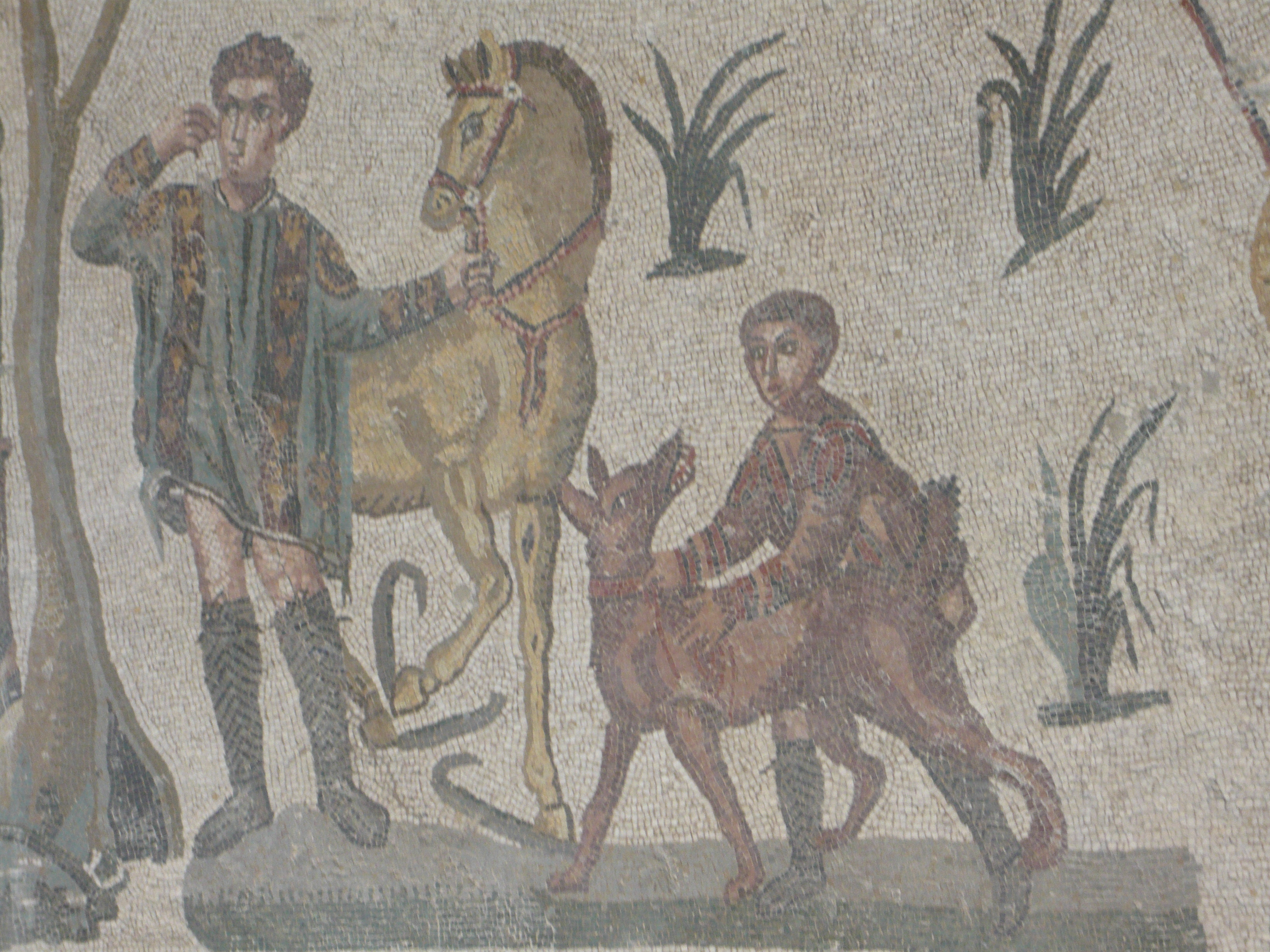
Mosaico con scena di caccia con Cirneco dell'Etna della villa Casale dei Sarraceni

Cani classificati dalla Fédération Cynologique Internationale come appartenenti al gruppo 5 nella sezione 7 cani di tipo primitivo da caccia, tutti cararatterizzati per le orecchie erette, triangolari a punta, sono anche chiamati cani podenco o podengo.
- Cirneco dell'Etna (Sicilia)[39]
- Podenco canario (Maiorca)
- Kelb-tal-fenek o Pharaoh hound (Malta)[39]
- Podengo portoghese - tre varietà (Portogallo)[39]
- Podenco Andaluz - tre varietà (Spagna)[39]

## Levrieri antichi
- Levriero afgano (Afghanistan)[40]
- Azawakh (Nord Africa)[41]
- Levriero polacco (Polonia)
- Levriero greco (Grecia)[19][39]
- I-Twina (Africa meridionale / orientale)[42][43]
- Sloughi (Arabia)[39][41]
- Saluki (Iran)[35][39][40][44]

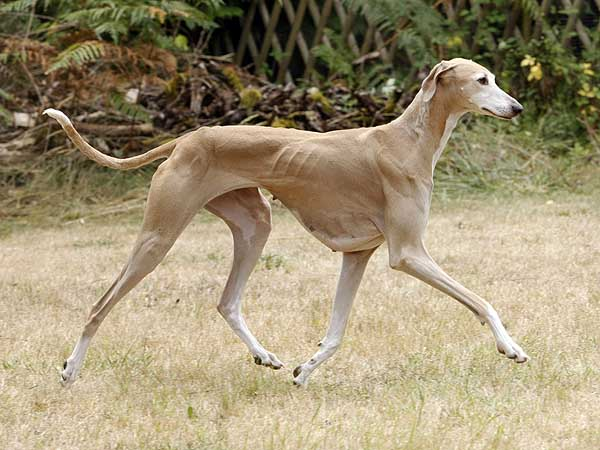
Azawakh
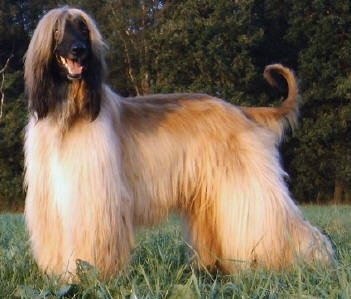
Levriero afgano
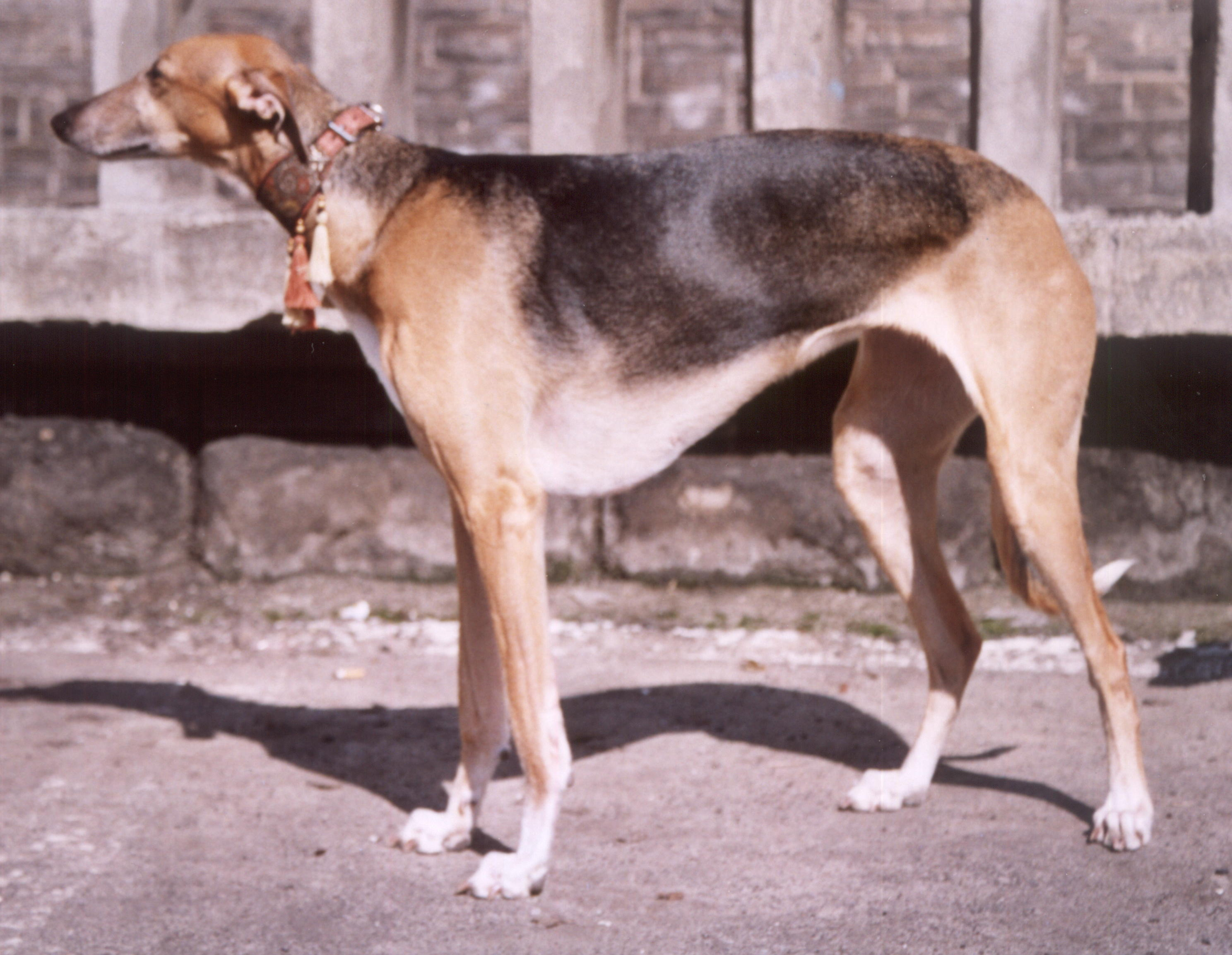
Levriero polacco
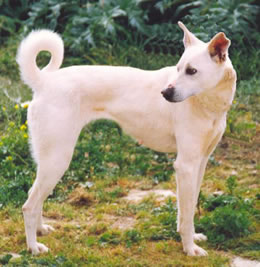
Levriero cretese
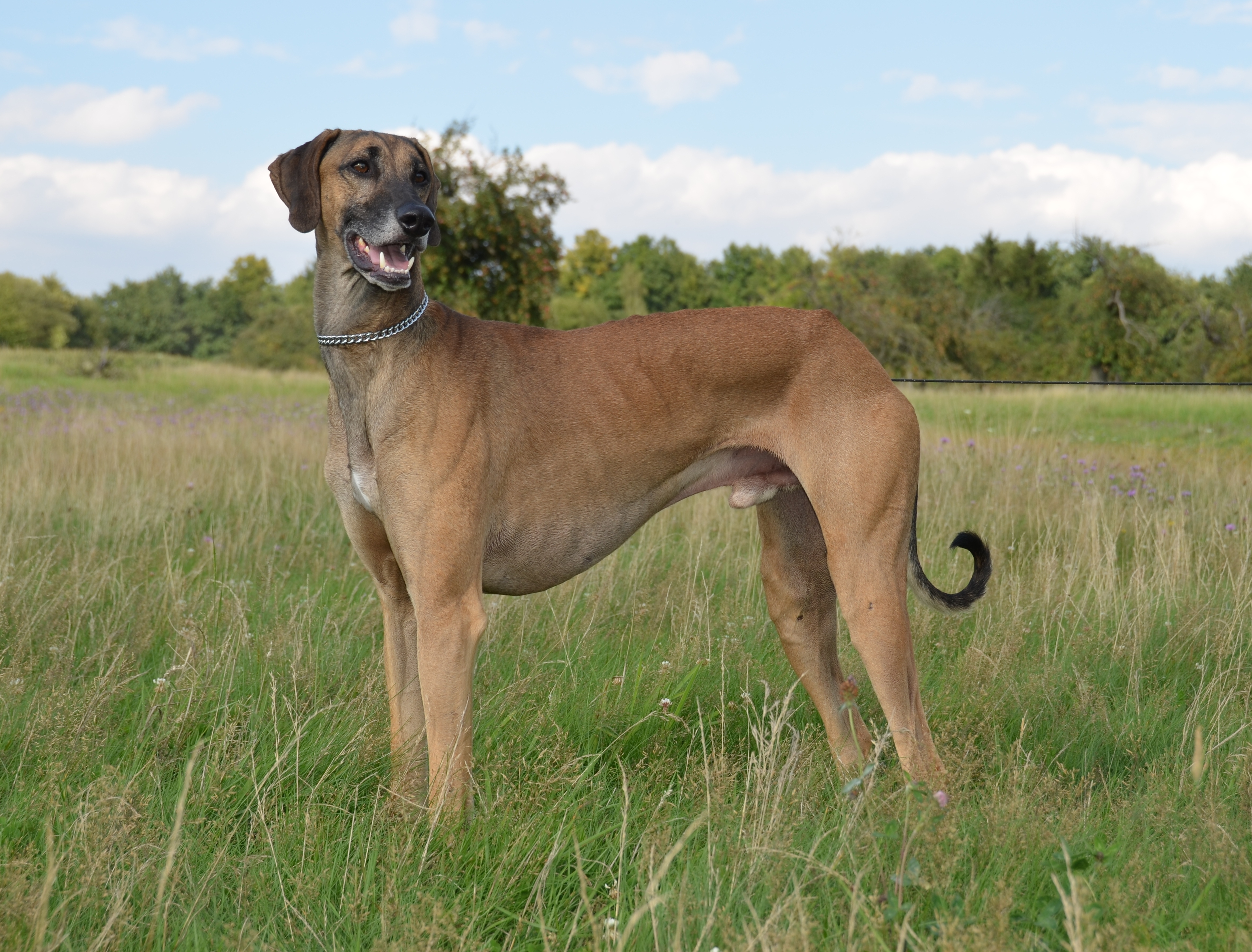
Sloughi
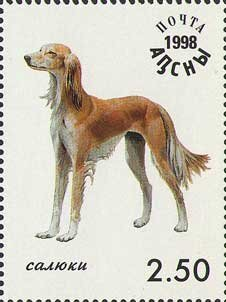
Saluki

### Libri
- Desmond Morris, Dogs: the ultimate dictionary of over 1,000 dog breeds, North Pomfret, Vt, Trafalgar Square Pub, 2002, ISBN 1-57076-219-8.
- Marjorie Daley, The Ultimate Guide to Wild Canines, Primitive Dogs, and Pariah Dogs: An Owner's Guide Book for Wolfdogs, Coydogs, and Other Hereditarily Wild Dog Breeds, LP Media Inc, 17 agosto 2019,  p. 33.
- American Kennel Club, The Complete Dog Book: 20th Edition, Random House Publishing Group, 18 dicembre 2007,  p. 209, ISBN 978-0-307-41699-5.
- L. K. Corbett, The dingo in Australia and Asia, Marleston, S. Aust, J.B. Books, 2001, ISBN 978-1-876622-30-5, OCLC 223225662.
- Peter Fleming, Managing the impacts of dingoes and other wild dogs, Canberra, Commonwealth - Dept. of Agriculture, Fisheries & Forestry - Bureau of Rural Sciences, 2001, ISBN 978-0-642-70494-8, OCLC 48406617.
- Stephen Jackson, Australian mammals: biology and captive management, Collingwood, Vic, CSIRO, 2003, ISBN 978-0-643-06635-9, OCLC 54442042.
- Raymond Pierotti, The first domestication : how wolves and humans coevolved, New Haven London, Yale University Press, 2017, ISBN 978-0-300-22616-4, OCLC 1007823337.
- Brad Purcell, Dingo, Collingwood, Vic, CSIRO Pub, 2010, ISBN 978-0-643-09693-6, OCLC 701095603.
- Deborah Rose, Dingo makes us human : life and land in an aboriginal Australian culture, Cambridge New York, Cambridge University Press, 1992, ISBN 978-0-521-39269-3, OCLC 22305331.
- Bradley Smith, The Australian dingo : origins, behaviour and conservation, Clayton, Vic, CSIRO Publishing, 2015, ISBN 978-1-4863-0030-3, OCLC 903486770.
- Beck, Alan M., "The Ecology of Stray Dogs: A Study of Free-Ranging Urban Animals" (1973). Purdue University Press Books. 3. ISBN 9781612491424
- Matthew Gompper, Free-ranging dogs and wildlife conservation, New York, NY, Oxford University Press, 2014, ISBN 978-0-19-966321-7, OCLC 868971167.

### Riviste
- Yan-Hu Liu, Lu Wang, Tao Xu, Xiaomin Guo, Yang Li, Ting-Ting Yin, He-Chuan Yang, Yang Hu, Adeniyi C Adeola, Oscar J Sanke, Newton O Otecko, Meng Wang, Yaping Ma, Olaogun S Charles, Mikkel-Holger S Sinding, Shyam Gopalakrishnan, José Alfredo Samaniego, Anders J Hansen, Carlos Fernandes, Philippe Gaubert, Jane Budd, Philip M Dawuda, Eli Knispel Rueness, Lubin Jiang, Weiwei Zhai, M Thomas P Gilbert, Min-Sheng Peng, Xiaopeng Qi, Guo-Dong Wang e Ya-Ping Zhang, Whole-Genome Sequencing of African Dogs Provides Insights into Adaptations against Tropical Parasites, in Molecular Biology and Evolution, vol. 35, n. 2, Oxford University Press (OUP), 10 ottobre 2017,  pp. 287-298, DOI:10.1093/molbev/msx258, ISSN 0737-4038 (WC · ACNP).
- Laura M. Shannon et al., Ryan H. Boyko, Marta Castelhano, Elizabeth Corey, Jessica J. Hayward, Corin McLean, Michelle E. White, Mounir Abi Said, Baddley A. Anita, Nono Ikombe Bondjengo, Jorge Calero, Ana Galov, Marius Hedimbi, Bulu Imam, Rajashree Khalap, Douglas Lally, Andrew Masta, Kyle C. Oliveira, Lucía Pérez, Julia Randall, Nguyen Minh Tam, Francisco J. Trujillo-Cornejo, Carlos Valeriano, Nathan B. Sutter, Rory J. Todhunter, Carlos D. Bustamante e Adam R. Boyko, Genetic structure in village dogs reveals a Central Asian domestication origin, in Proceedings of the National Academy of Sciences, vol. 112, n. 44, Proceedings of the National Academy of Sciences, 19 ottobre 2015,  pp. 13639-13644, DOI:10.1073/pnas.1516215112, ISSN 0027-8424 (WC · ACNP).